# Улица Рогатица
Рога́тица — улица в Великом Новгороде, находится Торговой стороне.
Начинается от Большой Московской улицы и проходит в восточном направлении до вала Окольного города (улица Панкратова). Протяжённость — 720 м.

## История
Впервые упоминается в Новгородской первой летописи под 6691 (1183) годом:
В лѣто 6691 поставиша церковь Рядко с братом святого Еупатиа чюдотворца и епископа Б Ганьграньскаго на Рогатѣи улици.
.
В XVIII—XIX веках называлась Рогатинская. В 1919 году была переименована в улицу Большевиков. В 1946 году улица Обороны (ныне улица Бояна), являвшаяся продолжением улицы Большевиков, была присоединена к последней. Решением Новгорсовета народных депутатов от 12 сентября 1991 года историческое название было восстановлено.
На Рогатице находится старейшее жилое здание Великого Новгорода — дом купца Чертолина постройки 1-й половины XVIII века. Улица застроена малоэтажными жилыми и административными зданиями. На Рогатице находится средняя школа № 4.

## Археология

### Рогатицкий раскоп
В 1971 году Новгородская археологическая экспедиция провела изыскания на одном из участков улицы Большевиков (№ 1 на схеме). Руководители работ — В. Л. Янин, А. С. Хорошев. Площадь раскопа составила 160 м². Был вскрыт южный фасад кирпичной постройки Кружечного двора начала XVIII века.

### Раскоп на улице Большевиков
В 1988 году Новгородский музей-заповедник провёл археологические работы на улице Большевиков (№ 2 на схеме). Руководитель работ — М. А. Воронова. Площадь раскопа составила 48 м². Были вскрыты остатки настила мостовой древней улицы Рогатицы (16 ярусов).

### Ипатьевский раскоп
В 1992 году Новгородский государственный пединститут провёл раскопки на улице Рогатице, на участке, где в настоящее время находится жилой дом № 30 (№ 3 на схеме). Руководитель работ — Б. Д. Ершевский. Площадь раскопа составила 908 м². Была обнаружена дренажная система XVII—XVIII веков.